# Zapata (ancla)
Se llama zapata al pedazo de madera en que por medio de la construcción o figura conveniente se acomoda la uña del ancla contra el costado, para que no lastime los tablones del forro del barco. 
Este taco baja y sube con el ancla y cuando se da fondo a esta, queda pendiente de un cabito. La misma u otra pieza semejante sirve también para conducir el ancla por tierra, según Terreros y otros autores. Por separado de esta pieza y para el caso en que no la haya, se pone en el mismo costado el varadero de la uña del ancla. 